# Dom Ćwierzów w Przeworsku
Dom Ćwierzów w Przeworsku – XVIII-wieczny zabytkowy dom parterowy, zlokalizowany przy ul. Bernardyńskiej 3 w Przeworsku.
Wzniesiony przez mieszczańską rodzinę Ćwierzów. Zbudowany został z drewna w 1794. Posiada czterospadowy dach, kryty pierwotnie gontem. W 1959 konserwację budynku przeprowadził Wojewódzki Konserwator Zabytków. W 1989 obiekt wpisano do Rejestru Zabytków.